# Kenneth Charles Mills
Kenneth Charles Mills (ur. 26 marca 1899 w Londynie, zm. 8 sierpnia 1918 w Cappy-Péronne) – brytyjski porucznik Royal Flying Corps, as myśliwski No. 1 Squadron RAF.
Kenneth Charles Mills urodził się w Londynie,  w czerwcu 1917 roku został przydzielony do RFC. Na początku 1918 roku został przydzielony do stacjonującego we Francji w No. 1 Squadron RAF.
Pierwsze zwycięstwo powietrzne odniósł 21 kwietnia 1918 roku. Było to zwycięstwo nad samolotem Pfalz D.III w okolicach Lampret, odniesiony wspólnie z C. C. Clarkiem.
Piąte zwycięstwo dające mu tytuł asa odniósł 7 maja 1918 roku nad samolotem typu C, w czasie tej akcji Mills został ranny.  Po dwóch miesiącach powrócił do jednostki. 8 sierpnia 1918 roku pilotowany przez Millsa samolot SE5A (No D6962) został zaatakowany przez grupę pięciu niemieckich samolotów Fokker D.VII z Jasta 11. Samolot Millsa został zestrzelony, a jego zestrzelenie zostało przypisane jako 35 zwycięstwo Lothara von Richthofen.
Został pochowany na Arras Flying Services Memorial, Pas de Calais, Francja.